# Cocodrilos de Tabasco

Cocodrilos de Tabasco FC (Anteriormente Isleños del Carmen) fue un equipo de fútbol de México. Participaba en el Grupo 2 de la Serie A de la Segunda División de México. En un principio, el equipo jugó sus partidos de local en el Estadio "Nelson Barrera Romellón" de Ciudad del Carmen. Posteriormente se trasladó al Estadio Olímpico de Villahermosa en Tabasco, por problemas de sede, adquiriendo el nombre que hoy conocemos.

## Historia
El 22 de junio de 2017 Francisco Negrete Arceo anunció la fundación de Isleños del Carmen y al mismo tiempo la convocatoria para las visorías que iniciarían el día siguiente.
El 13 de septiembre de 2017, la directiva anunció el traslado del equipo a Villahermosa, Tabasco, luego de tener problemas con la sede original en Ciudad del Carmen.
En julio de 2018 el equipo fue ascendido la Serie A como parte de una expansión de franquicias, por lo que logró su promoción de manera automática. Por otro lado, en agosto del mismo año se dio a conocer que el equipo contará con un cuadro filial en Tercera División a partir de la temporada 2018-19.
En junio de 2019 el equipo dejó de competir en Segunda División para crear un nuevo proyecto.

## Estadio
El club juega sus partidos como local en el Estadio Olímpico de Villahermosa, el cual tiene una capacidad para 12, 000 aficionados. 

## Entrenadores
- Adao Martínez (2017-2018)
- Sergio Ramírez (2018)
- Octavio Mora Guzmán (2018-2019)
- Adrian Garcia Arias (2019)

## Temporadas
| Temporada     | División          | Posición      |
| ------------- | ----------------- | ------------- |
| Apertura 2017 | 4.Segunda Serie B | 12o. Grupo II |
| Clausura 2018 | 4.Segunda Serie B | 12o. Grupo II |
| 2018/2019     | 3.Segunda Serie A | 14o. Grupo II |

### Filial
Cefori Cocodrilos
| Temporada | División           | Posición    |
| --------- | ------------------ | ----------- |
| 2018/2019 | 5.Tercera División | 8o. Grupo I |

## Comunicación de Cocodrilos

#### Jefe de prensa del equipo de Cocodrilos de Tabasco
Lic. Luis Mauricio Valencia Reyes.    
Lic. En Comunicación por la UJAT.
Vínculos: Fundador de Cronosports y WEBSITE.